# Nicolae Negumereanu
Nicolae Negumereanu (Brașov, 4 de setembro de 1994) é um lutador profissional de artes marciais mistas romêno, que atualmente compete pelo UFC na categoria dos meio pesados.

## Carreira no MMA

### Ultimate Fighting Championship
Negumereanu fez sua estreia no UFC contra Saparbek Safarov em 19 de março de 2019 no UFC Fight Night: Till vs. Masvidal. Negumereanu perdeu a luta por decisão.
Devido a duas cirurgias, uma nas costas e outra no joelho, Nicolae ficou dois anos afastado do octógono.
Negumereanu enfrentou Aleksa Camur no UFC on ESPN: The Korean Zombie vs. Ige em 19 de junho de 2021. Ele venceu por decisão dividida.
Negumereanu enfrentou Ike Villanueva on em 23 de outubro de 2021 UFC Fight Night: Costa vs. Vettori. Ele venceu por nocaute no primeiro round.
Negumereanu enfrentou Kennedy Nzechukwu em sua quarta luta no UFC. Ele venceu por decisão dividida.

## Cartel no MMA
| Cartel no MMA   |             |           |
| 13 lutas        | 12 vitórias | 1 derrota |
| Por nocaute     | 7           | 0         |
| Por finalização | 3           | 0         |
| Por decisão     | 2           | 1         |

| Res.    | Cartel | Oponente                  | Método                                | Evento                                 | Data       | Round | Tempo | Local             | Notas                                 |
| ------- | ------ | ------------------------- | ------------------------------------- | -------------------------------------- | ---------- | ----- | ----- | ----------------- | ------------------------------------- |
| Vitória | 12–1   | Kennedy Nzechukwu         | Decisão (dividida)                    | UFC 272: Covington vs. Masvidal        | 05/03/2022 | 3     | 5:00  | Las Vegas, Nevada |                                       |
| Vitória | 11–1   | Ike Villanueva            | Nocaute técnico (socos)               | UFC Fight Night: Costa vs. Vettori     | 23/10/2021 | 1     | 1:18  | Las Vegas, Nevada |                                       |
| Vitória | 10–1   | Aleksa Camur              | Decisão (dividida)                    | UFC on ESPN: The Korean Zombie vs. Ige | 19/06/2021 | 3     | 5:00  | Las Vegas, Nevada |                                       |
| Derrota | 9–1    | Saparbek Safarov          | Decisão (unânime)                     | UFC Fight Night: Till vs. Masvidal     | 16/03/2019 | 3     | 5:00  | Londres           |                                       |
| Vitória | 9–0    | Dan Konecke               | Finalização (estrangulamento brabo)   | RXF 32                                 | 19/11/2018 | 2     | 0:30  | Brașov            | Ganhou o Cinturão Meio Pesado do RXF. |
| Vitória | 8–0    | Kálmán Kovács             | Finalização (mata-leão)               | RXF 31                                 | 01/10/2018 | 1     | 3:12  | Cluj-Napoca       | Luta no Peso Pesado.                  |
| Vitória | 7–0    | Olutobi Ayodeji Kalejaiye | Nocaute técnico (socos)               | RXF 29                                 | 18/12/2017 | 2     | 3:04  | Brașov            | Estreia nos Meio Pesados.             |
| Vitória | 6–0    | Yuri Gorbenko             | Nocaute técnico (desistência)         | RXF 28                                 | 30/10/2017 | 2     | 5:00  | Brașov            |                                       |
| Vitória | 5–0    | Hatef Moeil               | Nocaute técnico (interrupção médica ) | Superior FC 18                         | 16/09/2017 | 1     | 2:35  | Ludwigshafen      |                                       |
| Vitória | 4–0    | Robert Orbocea            | Nocaute técnico (socos)               | RXF 27                                 | 29/07/2017 | 1     | 1:55  | Piatra Neamț      |                                       |
| Vitória | 3–0    | Constantin Pădure         | Finalização (chave de braço)          | RXF 26                                 | 25/04/2017 | 2     | 1:08  | Brașov            |                                       |
| Vitória | 2–0    | Marius Pîslaru            | Nocaute técnico (socos)               | RXF 25                                 | 19/12/2016 | 1     | 0:57  | Ploiești          |                                       |
| Vitória | 1–0    | Alex Gavrilă              | Nocaute técnico (socos)               | RXF 24                                 | 10/10/2016 | 1     | 0:10  | Brașov            | Estreia nos Pesados.                  |